# Heinrich Lohrer
Heinrich Lohrer (Arosa, 29 giugno 1918 – Oberengstringen, 12 dicembre 2011) è stato un hockeista su ghiaccio svizzero che ha rappresentato la nazionale svizzera. È fratello di Werner Lohrer.

## Statistiche
Statistiche aggiornate.

### Club
| Stagione | Squadra | Stagione regolare | Stagione regolare | Stagione regolare | Stagione regolare | Stagione regolare | Stagione regolare | Playoff | Playoff | Playoff | Playoff | Playoff |
| Stagione | Squadra | Lega              | P                 | G                 | A                 | Pt                | PIM               | P       | G       | A       | Pt      | PIM     |
| -------- | ------- | ----------------- | ----------------- | ----------------- | ----------------- | ----------------- | ----------------- | ------- | ------- | ------- | ------- | ------- |
| 1934-35  | ZSC     | NLA               | -                 | -                 | -                 | -                 | -                 |         |         |         |         |         |
| 1935-36  | ZSC     | NLA               | -                 | -                 | -                 | -                 | -                 |         |         |         |         |         |
| 1936-37  | ZSC     | NLA               | -                 | -                 | -                 | -                 | -                 |         |         |         |         |         |
| 1937-38  | ZSC     | NLA               | -                 | -                 | -                 | -                 | -                 |         |         |         |         |         |
| 1938-39  | ZSC     | NLA               | -                 | -                 | -                 | -                 | -                 |         |         |         |         |         |
| 1939-40  | ZSC     | NLA               | -                 | -                 | -                 | -                 | -                 |         |         |         |         |         |
| 1940-41  | ZSC     | NLA               | -                 | -                 | -                 | -                 | -                 |         |         |         |         |         |
| 1941-42  | ZSC     | NLA               | -                 | -                 | -                 | -                 | -                 |         |         |         |         |         |
| 1942-43  | ZSC     | NLA               | -                 | -                 | -                 | -                 | -                 |         |         |         |         |         |
| 1943-44  | ZSC     | NLA               | -                 | -                 | -                 | -                 | -                 |         |         |         |         |         |
| 1944-45  | ZSC     | NLA               | -                 | -                 | -                 | -                 | -                 |         |         |         |         |         |
| 1945-46  | ZSC     | NLA               | -                 | -                 | -                 | -                 | -                 |         |         |         |         |         |
| 1946-47  | ZSC     | NLA               | -                 | -                 | -                 | -                 | -                 |         |         |         |         |         |
| 1947-48  | ZSC     | NLA               | -                 | -                 | -                 | -                 | -                 |         |         |         |         |         |
| 1948-49  | ZSC     | NLA               | -                 | -                 | -                 | -                 | -                 |         |         |         |         |         |
| 1949-50  | ZSC     | NLA               | -                 | -                 | -                 | -                 | -                 |         |         |         |         |         |
| 1950-51  | ZSC     | NLA               | -                 | -                 | -                 | -                 | -                 |         |         |         |         |         |
| 1951-52  | ZSC     | NLA               | -                 | -                 | -                 | -                 | -                 |         |         |         |         |         |
| 1952-53  | ZSC     | NLA               | -                 | -                 | -                 | -                 | -                 |         |         |         |         |         |

### Nazionale
| Stagione | Livello     | Risultati    | Risultati | Risultati | Risultati | Risultati | Risultati |
| Stagione | Livello     | Competizione | P         | G         | A         | Pt        | PIM       |
| -------- | ----------- | ------------ | --------- | --------- | --------- | --------- | --------- |
| 1947-48  | Switzerland | OG           | 6         | 9         | 4         | 13        | -         |

## Palmarès

### Club
- Campionato Internazionale: 1

 Zürcher SC: 1935-36
- Campionato svizzero: 1

 Zürcher SC: 1948-49
- Coppa Spengler: 2

 Zürcher SC: 1944, 1945

### Nazionale
- Giochi olimpici: 1

 Svizzera: 1948
- Campionato mondiale: 2

 Svizzera: 1937, 1939
- Campionato europeo: 1

 Svizzera: 1939
- Campionato europeo: 1

 Svizzera: 1937